# Shanting
Shanting är ett stadsdistrikt i Zaozhuang i Shandong-provinsen i norra Kina.